# ISO 21500
ISO 21500:2012, Orientações sobre gerenciamento de projeto, é um padrão internacional desenvolvido pela Organização Internacional de Normalização, ou ISO a partir de 2007 e lançado em 2012. Foi destinado a fornecer orientação genérica, explicar princípios fundamentais e que constitui uma boa prática na gestão de projetos.
O comitê técnico ISO que lidou com gerenciamento de projetos, a ISO/PC 236 foi realizada pelo American National Standards Institute (ANSI), que aprovou quatro normas que utilizaram materiais PMI. um dos quais foi ANSI/PMI 99-001-2008, A Guide to the Project Management Body of Knowledge - 4ª Edição (Guia PMBok® - 4th Edition) (para revisão e re-designação de ANSI/PMI 99-001-2004).
A ISO planeja que este padrão (21500) seja o primeiro de uma família de padrões de gerenciamento de projetos. A ISO também desenhou esse padrão alinhado com outras normas relacionadas, como a ISO 10006:2003, Sistemas de Gestão da Qualidade - Diretrizes para a gestão da qualidade em projetos, ISO 10007:2003, Sistemas de Gestão da Qualidade - Diretrizes para o gerenciamento de configuração, ISO 31000:2009, Risco . Gestão - Princípios e orientações. A ISO 21500:2012 é um documento de orientação, não se destina a ser utilizado para fins de certificação/registro.